# Knock (Steinwald)

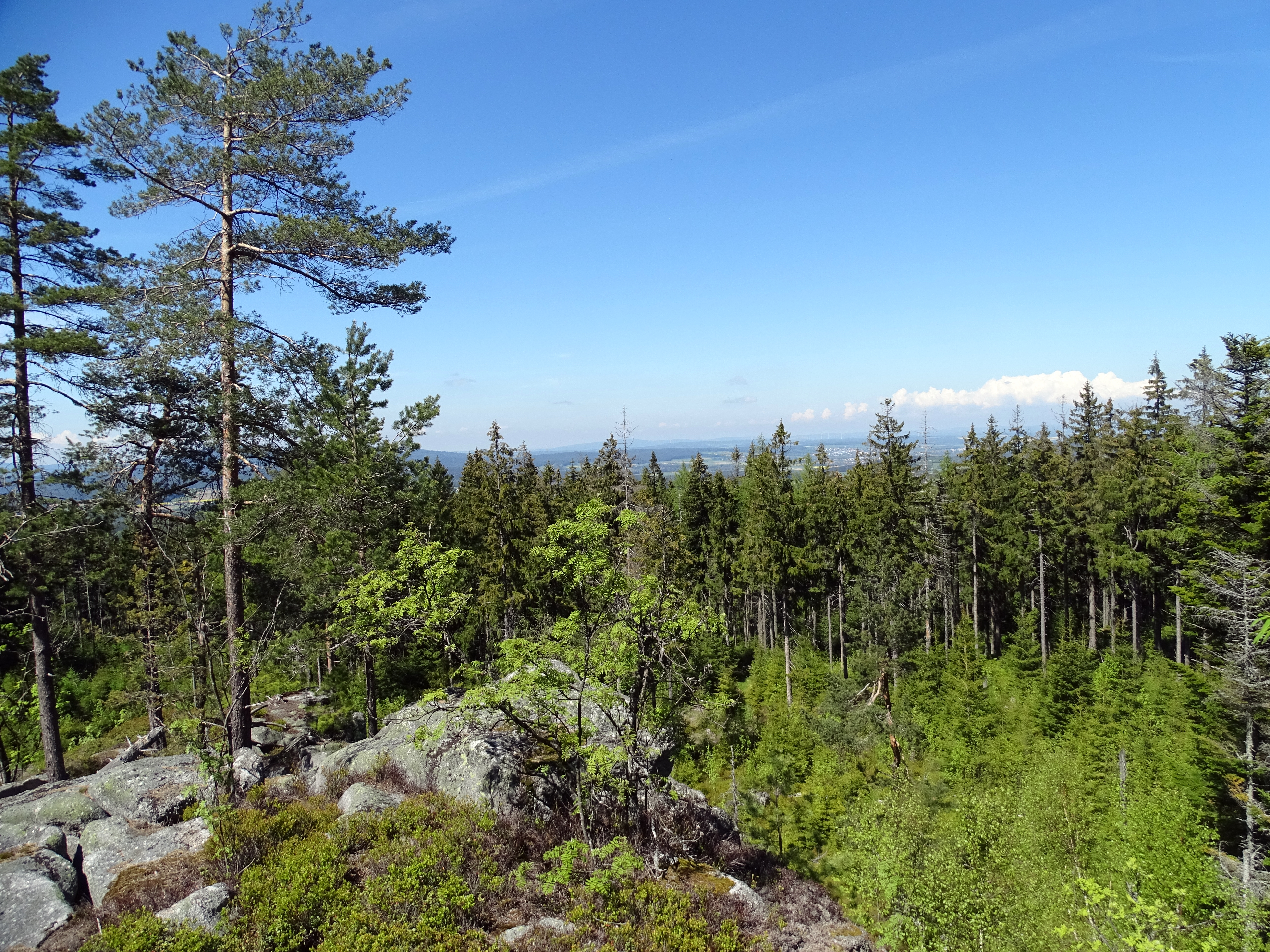
Knockfelsen im Steinwald

Der Knock ist ein Berg im Steinwald auf dem Gebiet der oberpfälzischen Gemeinde Pullenreuth.

## Lage
Der Berg liegt gut dreieinhalb Kilometer südöstlich von Pullenreuth. Er erreicht 845 m ü. NHN und beherbergt auch den Knockfelsen. Die bewaldete Anhöhe liegt etwas mehr als einen Kilometer westlich der Platte 946 m ü. NHN. In einer Absenkung zwischen Platte und Knock befinden sich die wertvollen Moore der Wolfs- und Fuchslohe. Der Knock ist über Waldwege vom Platten-Weg aus erreichbar. Da das Gelände nach Norden und Osten hin steil abfällt, erreichen ihn diese Wege von Osten.

## Knockfelsen
Der Knockfelsen ist genau wie der Grandfelsen der nordwestlichste Felsen des Steinwaldmassives. Der Knockfelsen ist eigentlich eine Felsengruppe, die als Naturdenkmal zählt.